# Maria de Jesus Serra Lopes
Maria de Jesus Serra Lopes (Lisboa, 15 de julho de 1933 — Lisboa, 8 de abril de 2022) foi uma advogada portuguesa. 

## Carreira
Licenciada pela Faculdade de Direito da Universidade de Lisboa, em 1957, tendo completado também o curso de Direito Internacional Comparado, da Faculdade Internacional de Direito Comparado de Estrasburgo (Associação Internacional de Direito Comparado e Faculdade de Direito da Universidade de Estrasburgo), em 1967
Foi admitida na Ordem dos Advogados em 1959.  
Iniciou nos anos 1960, com o seu marido, António Serra Lopes, o escritório que viria a originar a sociedade de advogados Serra Lopes, Cortes Martins & Associados (SLCM).. Este escritório, que viria a completar 60 anos de atividade  , seria, em 2023, incorporado na ibérica Cuatrecasas . 
Em paralelo, foi também diretora do Departamento Jurídico das companhias de seguros Império, Sagres e Universal, integradas no Grupo CUF. 
Entre 1990 e 1992 Maria de Jesus Serra Lopes foi Bastonária da Ordem dos Advogados, tendo sido a primeira mulher a exercer esse cargo. Foi, entre outras, uma ação do seu mandato, a reforma do estágio de acesso à profissão. 
Além da carreira na advocacia, entre 1995 e 2002, Maria de Jesus Serra Lopes foi representante de Portugal na Comissão para a Democracia através do Direito (órgão do Conselho da Europa conhecido como Comissão de Veneza), e, entre 1996 e 2006 (sendo Jorge Sampaio Presidente da República), foi membro do Conselho de Estado.
Foi, por três vezes, agraciada com graus honoríficos da Presidência da República — com a Grã-Cruz da da Ordem do Mérito, em 1993, e a Grã-Cruz da Ordem do Infante D. Henrique, em 1996, pelo Presidente Mário Soares, e com a Grã-Cruz da Ordem Militar de Cristo, em 2005, pelo Presidente Jorge Sampaio.